# Поліваленте (футбольний клуб)
Футбольний клуб Атлетіко Полівленте або просто Поліваленте (порт. Atlético Futebol Polivalente) — професіональний ангольський футбольний клуб з міста Сумбе, в провінції Південна Кванза.

## Історія клубу
В 2016 році команда дебютувала в Гіра Анголі після того як виграла чемпіонат провінції Південна Кванза.

## Досягнення
- Чемпіонат провінції Південна Кванза
  -  Чемпіон (1): 2015

## Статистика виступів у національному турнір
| 2016 ГА |
|         |
|         |
|         |
|         |
|         |

Примітки:1p = Вихід до Гіраболи, ГБ = Перший дивізіон, ГА = Другий дивізіон 
    Рейтинг червоного кольору означає, що клуб вилетів з чемпіонату 
   Рейтинг пурпурового кольору означає, що клуб підвищився у класі та вилетів до нижчого дивізіону того ж сезону

## Календар та результати
| 2016 5-те | 10 лип (в) ДЖЕ 1–0  | 16 лип (д) 1–2 ЖГМ | 24 лип (в) КАС 0–0 | 6 сер (д) 1–1 МАК  |
| 2016 5-те | 21 сер. (д) 1–1 ДЖЕ | 27 сер (д) ЖГМ 0–1 | 3 вер (в) 3–3 КАС  | 18 вер (в) МАК 3–2 |

      Перемога       Нічия       Поразка

## Відомі тренери
| Паулу Сараїва | (2016) | - |  |